# Hersilia baforti
Hersilia baforti är en spindelart som beskrevs av Benoit 1967. Hersilia baforti ingår i släktet Hersilia och familjen Hersiliidae. Inga underarter finns listade i Catalogue of Life.